# 萬勒瑟
萬勒瑟（Vanløse）是丹麥首都哥本哈根的10個官方分區之一。萬勒瑟面積6.69 km²，人口36,115人，是哥本哈根人口最少的一個區。

## 外部連結
- City of Copenhagen’s statistical office
- Vanløse

55°41′15″N 12°28′48″E / 55.68750°N 12.48000°E